# بيسنتي
بيسنتي (بالإيطالية: Bisenti)‏ هي بلدية في مقاطعة تيرامو في إقليم أبروتسو الإيطالي.

## السكان
في سنة 1861 بلغ عدد السكان 2٬576 نسمة، وتطور العدد ليصل في سنة 2011 لـ 2٬069 نسمة.
يظهر هذا المخطط البياني تطور النمو السكاني لـ بيسنتي